# Oreophrynella huberi
Oreophrynella huberi är en groddjursart som beskrevs av Diego-Aransay och Stefan Gorzula 1990. Oreophrynella huberi ingår i släktet Oreophrynella och familjen paddor. IUCN kategoriserar arten globalt som sårbar. Inga underarter finns listade i Catalogue of Life.